# Sportverein Stuttgarter Kickers 1995-1996
Questa voce raccoglie le informazioni riguardanti lo Sportverein Stuttgarter Kickers nelle competizioni ufficiali della stagione 1995-1996.

## Stagione
Nella stagione 1995-1996 il Stuttgarter Kickers, allenato da Wolfgang Wolf, concluse il campionato di Regionalliga Sud al 1º posto e fu promosso in 2. Bundesliga. In Coppa di Germania il Stuttgarter Kickers fu eliminato al primo turno dal Bayern Monaco.

## Rosa
| N. |                                 | Ruolo | Calciatore        |
| -- | ------------------------------- | ----- | ----------------- |
| 2  | Germania (bandiera)             | D     | Dirk Wüllbier     |
| 4  | Germania (bandiera)             | D     | Ralf Strogies     |
| 7  | Germania (bandiera)             | C     | Robert Hofacker   |
| 8  | Germania (bandiera)             | A     | Markus Sailer     |
| 9  | Germania (bandiera)             | A     | Markus Beierle    |
| 10 | Bosnia ed Erzegovina (bandiera) | C     | Adnan Kevric      |
| 11 | Polonia (bandiera)              | C     | Janusz Góra       |
| 12 | Russia (bandiera)               | D     | Mikhail Smirnov   |
| 15 | Germania (bandiera)             | D     | Achim Pfuderer    |
| 16 | Germania (bandiera)             | C     | Zoltán Sebescen   |
| 18 | Germania (bandiera)             | D     | Jochen Novodomsky |

| N. |                     | Ruolo | Calciatore        |
| -- | ------------------- | ----- | ----------------- |
| 19 | Germania (bandiera) | D     | Alexander Malchow |
| 20 | Germania (bandiera) | C     | André Sirocks     |
| 25 | Germania (bandiera) | P     | Bernd Klaus       |
|    | Germania (bandiera) | P     | Oliver Tuzyna     |
|    | Croazia (bandiera)  | D     | Saša Janić        |
|    | Germania (bandiera) | C     | Tobias Hägele     |
|    | Turchia (bandiera)  | C     | Osman Per         |
|    | Germania (bandiera) | C     | Torsten Raspe     |
|    | Germania (bandiera) | A     | Alexander Dürr    |
|    | Liberia (bandiera)  | A     | Arthur Farh       |
|    | Germania (bandiera) | A     | Oliver Sturm      |

## Organigramma societario
Area tecnica
- Allenatore: Wolfgang Wolf
- Allenatore in seconda:
- Preparatore dei portieri:
- Preparatori atletici:
- Analisi video:

## Calciomercato

### Sessione estiva
| Acquisti | Acquisti       | Acquisti    | Acquisti |
| R.       | Nome           | da          | Modalità |
| -------- | -------------- | ----------- | -------- |
| A        | Markus Beierle | Ulma        |          |
| A        | Arthur Farh    | Grenoble    |          |
| D        | Saša Janić     | Ludwigsburg |          |
| C        | Torsten Raspe  | Ulma        |          |

| Cessioni | Cessioni           | Cessioni         | Cessioni |
| R.       | Nome               | a                | Modalità |
| -------- | ------------------ | ---------------- | -------- |
| A        | Jonathan Akpoborie | Waldhof Mannheim |          |
| C        | Tayfun Korkut      | Fenerbahçe       |          |
| C        | Kurt Kremm         | VfL Sindelfingen |          |
| P        | Marco Langner      | Waldhof Mannheim |          |
| A        | Marc Volke         | Kickers Emden    |          |
| D        | Xaver Zembrod      | Darmstadt        |          |

### Sessione invernale
| Acquisti | Acquisti      | Acquisti    | Acquisti |
| R.       | Nome          | da          | Modalità |
| -------- | ------------- | ----------- | -------- |
| D        | Ralf Strogies | Monaco 1860 |          |

| Cessioni | Cessioni | Cessioni | Cessioni |
| R.       | Nome     | a        | Modalità |
| -------- | -------- | -------- | -------- |

## Risultati

### Regionalliga ovest-sudovest

#### Girone di andata
| 29 luglio 1995, ore 15:00 CEST 1ª giornata | Eintracht Francoforte II | 0 – 4 | Kickers Stoccarda |  |

| 5 agosto 1995, ore 15:00 CEST 2ª giornata | Kickers Stoccarda | 6 – 0 | Bayern Monaco II |  |

| 12 agosto 1995, ore 15:00 CEST 3ª giornata | Augusta | 0 – 1 | Kickers Stoccarda |  |

| 19 agosto 1995, ore 15:00 CEST 4ª giornata | Kickers Stoccarda | 1 – 1 | Neukirchen |  |

| 30 agosto 1995, ore 18:00 CEST 5ª giornata | Darmstadt | 1 – 3 | Kickers Stoccarda |  |

| 3 settembre 1995, ore 15:00 CEST 6ª giornata | Kickers Stoccarda | 4 – 2 | Ditzingen |  |

| 9 settembre 1995, ore 15:00 CEST 7ª giornata | Ulma | 2 – 2 | Kickers Stoccarda |  |

| 16 settembre 1995, ore 15:00 CEST 8ª giornata | Kickers Stoccarda | 3 – 1 | Fürth |  |

| 24 settembre 1995, ore 15:00 CEST 9ª giornata | Kickers Stoccarda | 3 – 1 | FSV Francoforte |  |

| 7 ottobre 1995, ore 15:00 CET 10ª giornata | Wacker Burghausen | 1 – 1 | Kickers Stoccarda |  |

| 14 ottobre 1995, ore 15:00 CET 11ª giornata | Kickers Stoccarda | 2 – 1 | Hessen Kassel |  |

| 21 ottobre 1995, ore 15:00 CET 12ª giornata | VfR Mannheim | 1 – 1 | Kickers Stoccarda |  |

| 28 ottobre 1995, ore 15:00 CET 13ª giornata | Kickers Stoccarda | 4 – 1 | Vestenbergsgreuth |  |

| 5 novembre 1995, ore 15:00 CET 14ª giornata | Ludwigsburg | 0 – 4 | Kickers Stoccarda |  |

| 11 novembre 1995, ore 15:00 CET 15ª giornata | Kickers Stoccarda | 5 – 1 | Egelsbach |  |

| 18 novembre 1995, ore 15:00 CET 16ª giornata | Reutlingen | 2 – 1 | Kickers Stoccarda |  |

| 3 dicembre 1995, ore 15:00 CET 17ª giornata | Kickers Stoccarda | 5 – 0 | Sandhausen |  |

#### Girone di ritorno
| 9 dicembre 1995, ore 15:00 CET 18ª giornata | Kickers Stoccarda | 3 – 0 | Eintracht Francoforte II |  |

| 28 aprile 1996, ore 18:00 CEST 19ª giornata | Bayern Monaco II | 0 – 4 | Kickers Stoccarda |  |

| 9 marzo 1996, ore 15:00 CET 20ª giornata | Kickers Stoccarda | 2 – 0 | Augusta |  |

| 1º maggio 1996, ore 15:00 CEST 21ª giornata | Neukirchen | 2 – 2 | Kickers Stoccarda |  |

| 23 marzo 1996, ore 15:00 CET 22ª giornata | Kickers Stoccarda | 5 – 2 | Darmstadt |  |

| 31 marzo 1996, ore 15:00 CET 23ª giornata | Ditzingen | 0 – 1 | Kickers Stoccarda |  |

| 4 aprile 1996, ore 15:00 CEST 24ª giornata | Kickers Stoccarda | 0 – 0 | Ulma |  |

| 12 aprile 1996, ore 18:00 CEST 25ª giornata | Greuther Fürth | 4 – 2 | Kickers Stoccarda |  |

| 21 aprile 1996, ore 15:00 CEST 26ª giornata | FSV Francoforte | 0 – 0 | Kickers Stoccarda |  |

| 26 aprile 1996, ore 18:00 CEST 27ª giornata | Kickers Stoccarda | 1 – 1 | Wacker Burghausen |  |

| 4 maggio 1996, ore 15:00 CEST 28ª giornata | Hessen Kassel | 1 – 2 | Kickers Stoccarda |  |

| 11 maggio 1996, ore 15:00 CEST 29ª giornata | Kickers Stoccarda | 1 – 1 | VfR Mannheim |  |

| 16 maggio 1996, ore 15:00 CEST 30ª giornata | Vestenbergsgreuth | 4 – 1 | Kickers Stoccarda |  |

| 19 maggio 1996, ore 15:00 CEST 31ª giornata | Kickers Stoccarda | 1 – 0 | Ludwigsburg |  |

| 25 maggio 1996, ore 15:00 CEST 32ª giornata | Egelsbach | 0 – 2 | Kickers Stoccarda |  |

| 1º giugno 1996, ore 15:00 CEST 33ª giornata | Kickers Stoccarda | 4 – 2 | Reutlingen |  |

| 6 giugno 1996, ore 18:00 CEST 34ª giornata | Sandhausen | 1 – 1 | Kickers Stoccarda |  |

### Coppa di Germania
| Arbitro: | Merk |

|  |           |            |
|  | Marcatori | 39’ Babbel |

## Statistiche

### Statistiche di squadra
| Competizione      | Punti | In casa | In casa | In casa | In casa | In casa | In casa | In trasferta | In trasferta | In trasferta | In trasferta | In trasferta | In trasferta | Totale | Totale | Totale | Totale | Totale | Totale | DR  |
| Competizione      | Punti | G       | V       | N       | P       | Gf      | Gs      | G            | V            | N            | P            | Gf           | Gs           | G      | V      | N      | P      | Gf     | Gs     | DR  |
| ----------------- | ----- | ------- | ------- | ------- | ------- | ------- | ------- | ------------ | ------------ | ------------ | ------------ | ------------ | ------------ | ------ | ------ | ------ | ------ | ------ | ------ | --- |
| Regionalliga Sud  | 73    | 17      | 13      | 4       | 0       | 50      | 14      | 17           | 8            | 6            | 3            | 32           | 19           | 34     | 21     | 10     | 3      | 82     | 33     | +49 |
| Coppa di Germania | -     | 1       | 0       | 0       | 1       | 0       | 1       | 0            | 0            | 0            | 0            | 0            | 0            | 1      | 0      | 0      | 1      | 0      | 1      | -1  |
| Totale            | 73    | 18      | 13      | 4       | 1       | 50      | 15      | 17           | 8            | 6            | 3            | 32           | 19           | 35     | 21     | 10     | 4      | 82     | 34     | +48 |

### Andamento in campionato
| Giornata  | 1 | 2 | 3 | 4 | 5 | 6 | 7 | 8 | 9 | 10 | 11 | 12 | 13 | 14 | 15 | 16 | 17 | 18 | 19 | 20 | 21 | 22 | 23 | 24 | 25 | 26 | 27 | 28 | 29 | 30 | 31 | 32 | 33 | 34 |
| --------- | - | - | - | - | - | - | - | - | - | -- | -- | -- | -- | -- | -- | -- | -- | -- | -- | -- | -- | -- | -- | -- | -- | -- | -- | -- | -- | -- | -- | -- | -- | -- |
| Luogo     | T | C | T | C | T | C | T | C | C | T  | C  | T  | C  | T  | C  | T  | C  | C  | T  | C  | T  | C  | T  | C  | T  | T  | C  | T  | C  | T  | C  | T  | C  | T  |
| Risultato | V | V | V | N | V | V | N | V | V | N  | V  | N  | V  | V  | V  | P  | V  | V  | V  | V  | N  | V  | V  | N  | P  | N  | N  | V  | N  | P  | V  | V  | V  | N  |
| Posizione | 1 | 1 | 1 | 1 | 1 | 1 | 1 | 1 | 1 | 1  | 1  | 1  | 1  | 1  | 1  | 1  | 1  | 1  | 1  | 1  | 1  | 1  | 1  | 1  | 1  | 1  | 1  | 1  | 1  | 1  | 1  | 1  | 1  | 1  |

Legenda:

Luogo: C = Casa; T = Trasferta. Risultato: V = Vittoria; N = Pareggio; P = Sconfitta.

### Statistiche dei giocatori
| M. Beierle    | 1 | 0 | 0 | 0 |
| A. Dürr       | 0 | 0 | 0 | 0 |
| A. Farh       | 1 | 0 | 0 | 0 |
| J. Góra       | 1 | 0 | 0 | 0 |
| R. Hofacker   | 1 | 0 | 0 | 1 |
| T. Hägele     | 0 | 0 | 0 | 0 |
| S. Janić      | 0 | 0 | 0 | 0 |
| A. Kevric     | 1 | 0 | 0 | 0 |
| B. Klaus      | 1 | 0 | 0 | 0 |
| A. Malchow    | 1 | 0 | 1 | 0 |
| J. Novodomsky | 1 | 0 | 0 | 0 |
| O. Per        | 0 | 0 | 0 | 0 |
| A. Pfuderer   | 0 | 0 | 0 | 0 |
| T. Raspe      | 1 | 0 | 0 | 0 |
| M. Sailer     | 1 | 0 | 1 | 0 |
| Z. Sebescen   | 0 | 0 | 0 | 0 |
| A. Sirocks    | 1 | 0 | 0 | 0 |
| M. Smirnov    | 1 | 0 | 0 | 0 |
| R. Strogies   | 0 | 0 | 0 | 0 |
| O. Sturm      | 1 | 0 | 0 | 0 |
| O. Tuzyna     | 0 | 0 | 0 | 0 |
| D. Wüllbier   | 1 | 0 | 0 | 0 |